# Lipówka (Książnik)
Lipówka – przysiółek wsi Książnik w Polsce położona w województwie warmińsko-mazurskim, w powiecie ostródzkim, w gminie Miłakowo.
W roku 1973 jako kolonia Lipówka należała do powiatu morąskiego, gmina i poczta Miłakowo.